# Khoy (shahrestan)
Khoy (persiska: خوی), eller Shahrestan-e Khoy (شهرستان خوی), är en delprovins (shahrestan) i Iran. Den ligger i provinsen Västazarbaijan, i den nordvästra delen av landet. Administrativt centrum är staden Khoy.
Delprovinsen hade 348 664 invånare 2016.